# Franz Krienbühl
Franz Krienbühl (* 24. März 1929 in Baar; † 13. April 2002, in Unterägeri wohnhaft gewesen) war ein Schweizer Architekt und wurde vor allem als Eisschnellläufer bekannt. Neben seinen Leistungen als einer der besten Schweizer Sportler wurde Krienbühl vor allem durch die Erfindung des aerodynamisch hautengen Anzuges für den Eisschnelllauf nachhaltig bekannt.
Er wurde 1968 als fast 40-Jähriger Schweizer Meister und nahm erstmals an den Olympischen Spielen teil. Er landete immer auf den hinteren Rängen, ehe er 1974 aus aerodynamischen Überlegungen heraus zusammen mit seinen Helfern einen einteiligen hautengen Anzug erfand und damit seine Bestzeiten verbessern konnte.
Sein neuer, enger Anzug wurde anfänglich eher verspottet, seine Laufzeiten liessen jedoch aufhorchen. Er liess sich von Albert Inderbitzin, Fussorthopädieschuhmacher in Cham, sehr leichte Massschuhe herstellen, die perfekt auf seine speziellen Kufen passten. Er erreichte bei den Olympischen Spielen 1976 als 47-Jähriger den achten Platz. Dies führte zu einer Revolution im Eisschnelllauf, denn seither tragen alle Läufer diesen Einteiler.
1984 wurde er als 55-Jähriger zum 14. Mal Eisschnelllaufmeister der Schweiz. Er beendete seine Karriere 1986. Krienbühl war in den eislauf-begeisterten Niederlanden auch als „eisschnelllaufender Opa“ bekannt.
Zur Erinnerung an ihn wurde am 2. Januar 2005 das „International Franz Krienbühl Memorial“ auf der Natureisbahn Davos durchgeführt. Die Widmung des Anlasses lautet: „Franz Krienbühl ist ein legendärer Eisschnellläufer, der während Jahren mit seinen grossen Erfolgen und seinem Schaffen den Schweizer und den europäischen Eisschnelllauf geprägt hat“.